# Binbō-gami ga!
Binbō-gami ga! (貧乏神が, översätts till "fattigdomens gud") är en japansk mangakomedi av Yoshiaki Sukeno. Den började publiceras i juli 2008. En animeversion gick mellan 4 juli och 26 september 2012.